# Mạng khu vực Internet
Mạng khu vực Internet (Internet Area Network, IAN) là một khái niệm cho một mạng lưới thông tin liên lạc kết nối thoại và dữ liệu thiết bị đầu cuối trong một môi trường điện toán đám mây qua IP, thay thế một hiện mạng cục bộ (LAN), mạng diện rộng (WAN) hoặc mạng điện thoại chuyển mạch công cộng (PSTN).

## Tổng quan
Được những người đề xuất coi là mô hình mạng của tương lai, IAN kết nối an toàn các điểm cuối thông qua Internet công cộng để chúng có thể giao tiếp và trao đổi thông tin và dữ liệu mà không bị ràng buộc với một vị trí thực tế.
Không giống như mạng LAN, mạng này kết nối các máy tính trong một khu vực giới hạn như nhà riêng, trường học, phòng thí nghiệm máy tính hoặc tòa nhà văn phòng, hoặc mạng WAN, là mạng bao phủ một khu vực rộng lớn, chẳng hạn như bất kỳ mạng viễn thông nào liên kết giữa các đô thị, khu vực, hoặc ranh giới quốc gia, sử dụng các phương tiện giao thông mạng riêng hoặc công cộng, IAN loại bỏ hoàn toàn cấu hình địa lý cho mạng vì các ứng dụng và dịch vụ truyền thông đã trở nên ảo hóa. Các điểm cuối chỉ cần được kết nối qua kết nối băng thông rộng trên Internet.
Được nhà cung cấp dịch vụ được quản lý lưu trữ trên đám mây, nền tảng IAN cung cấp cho người dùng quyền truy cập an toàn vào thông tin từ mọi nơi, mọi lúc, thông qua kết nối Internet. Người dùng cũng có quyền truy cập vào các dịch vụ điện thoại, thư thoại, email và fax từ bất kỳ điểm cuối nào được kết nối. Đối với các doanh nghiệp, mô hình được lưu trữ giúp giảm chi phí CNTT và truyền thông, bảo vệ khỏi mất dữ liệu và thời gian ngừng hoạt động do thảm họa, đồng thời nhận ra lợi tức lớn hơn từ các nguồn lực đã đầu tư của họ thông qua việc tăng năng suất của nhân viên và giảm chi phí viễn thông.

## Lịch sử
IAN bắt nguồn từ sự trỗi dậy của điện toán đám mây, khái niệm cơ bản của nó có từ những năm 1950, khi máy tính quy mô lớn trở nên có sẵn trong các học viện và tập đoàn, có thể truy cập thông qua máy khách và máy tính đầu cuối. Vì mua một máy tính lớn rất tốn kém, điều quan trọng là phải tìm cách thu được lợi nhuận từ chúng, cho phép nhiều người dùng chia sẻ cả quyền truy cập vật lý vào máy tính từ nhiều thiết bị đầu cuối cũng như chia sẻ thời gian CPU, loại bỏ các khoảng thời gian không hoạt động, vốn được gọi là chia sẻ thời gian trong ngành.
Nhu cầu ngày càng tăng và việc sử dụng máy tính trong các trường đại học và phòng thí nghiệm nghiên cứu vào cuối những năm 1960 đã tạo ra nhu cầu cung cấp kết nối tốc độ cao giữa các hệ thống máy tính. Một báo cáo năm 1970 từ Phòng thí nghiệm bức xạ Lawrence mô tả chi tiết sự phát triển của mạng lưới "Bạch tuộc" của họ đã cho thấy một dấu hiệu tốt về tình hình.
Khi máy tính trở nên phổ biến hơn, các nhà khoa học và nhà công nghệ đã khám phá các cách để cung cấp sức mạnh tính toán quy mô lớn cho nhiều người dùng hơn thông qua chia sẻ thời gian, thử nghiệm các thuật toán để cung cấp việc sử dụng tối ưu cơ sở hạ tầng, nền tảng và ứng dụng với quyền truy cập ưu tiên vào CPU và hiệu quả cho người dùng cuối.
John McCarthy đã khẳng định vào những năm 1960 rằng "một ngày nào đó máy tính có thể được tổ chức như một tiện ích công cộng." Hầu như tất cả các đặc điểm hiện đại của điện toán đám mây (cung cấp linh hoạt, được cung cấp như một tiện ích, trực tuyến, ảo tưởng về nguồn cung cấp vô hạn), sự so sánh với ngành điện và việc sử dụng các hình thức công cộng, tư nhân, chính phủ và cộng đồng, đã được khám phá kỹ lưỡng trong cuốn sách năm 1966 của Douglas Parkhill, The Challenge of the Computer Utility. Các học giả khác đã chỉ ra rằng nguồn gốc của điện toán đám mây bắt nguồn từ những năm 1950 khi nhà khoa học Herb Grosch (tác giả của định luật Grosch) đã giả định rằng toàn bộ thế giới sẽ hoạt động trên các thiết bị đầu cuối được cung cấp bởi khoảng 15 trung tâm dữ liệu lớn. Do chi phí của những chiếc máy tính mạnh mẽ này, nhiều tập đoàn và thực thể khác có thể tận dụng khả năng tính toán thông qua chia sẻ thời gian và một số tổ chức, chẳng hạn như GEISCO của GE, công ty con của IBM, Service Bureau Corporation (SBC, thành lập năm 1957), Tymshare (thành lập năm 1966), National CSS (thành lập năm 1967 và được Dun & Bradstreet mua lại năm 1979), Dial Data (được Tymshare mua lại năm 1968), và Bolt, Beranek và Newman (BBN) tiếp thị chia sẻ thời gian như một liên doanh thương mại.
Sự phát triển của Internet từ chỗ tập trung vào tài liệu thông qua dữ liệu ngữ nghĩa hướng tới ngày càng nhiều dịch vụ được mô tả là "Web động". Đóng góp này đặc biệt tập trung vào nhu cầu về siêu dữ liệu tốt hơn có thể mô tả không chỉ chi tiết triển khai mà còn cả chi tiết khái niệm của các ứng dụng dựa trên mô hình.
Vào những năm 1990, các công ty viễn thông trước đây chủ yếu cung cấp các mạch dữ liệu điểm-điểm chuyên dụng, đã bắt đầu cung cấp dịch vụ mạng riêng ảo (VPN) với chất lượng dịch vụ tương đương nhưng với chi phí thấp hơn nhiều. Bằng cách chuyển lưu lượng truy cập sang mức sử dụng cân bằng khi họ thấy phù hợp, họ có thể tối ưu hóa việc sử dụng mạng tổng thể của mình. Biểu tượng đám mây được sử dụng để biểu thị điểm phân giới giữa điểm đó là trách nhiệm của nhà cung cấp và điểm đó là trách nhiệm của người dùng. Điện toán đám mây mở rộng ranh giới này để bao phủ các máy chủ cũng như cơ sở hạ tầng mạng.
Sau bong bóng dot-com, Amazon đóng một vai trò quan trọng trong sự phát triển của điện toán đám mây bằng cách hiện đại hóa các trung tâm dữ liệu của họ, giống như hầu hết các mạng máy tính, đang sử dụng ít nhất 10% công suất của họ cùng một lúc, chỉ để chừa chỗ để thỉnh thoảng tăng đột biến. Nhận thấy rằng kiến trúc đám mây mới đã dẫn đến những cải tiến đáng kể về hiệu quả nội bộ, nhờ đó các "nhóm hai bánh pizza" nhỏ, hoạt động nhanh (các nhóm đủ nhỏ để được cho ăn hai chiếc pizza) có thể thêm các tính năng mới nhanh hơn và dễ dàng hơn, Amazon khởi xướng nỗ lực phát triển sản phẩm mới để cung cấp điện toán đám mây cho khách hàng bên ngoài và ra mắt Dịch vụ Web Amazon (AWS) trên nền tảng điện toán tiện ích vào năm 2006.
Đầu năm 2008, Eucalyptus trở thành nền tảng mã nguồn mở, tương thích với API AWS đầu tiên để triển khai các đám mây riêng. Vào đầu năm 2008, OpenNebula, được cải tiến trong dự án RESERVOIR do Ủy ban Châu Âu tài trợ, trở thành phần mềm mã nguồn mở đầu tiên để triển khai các đám mây riêng và đám mây đôi, và cho liên đoàn các đám mây. Trong cùng năm đó, những nỗ lực được tập trung vào việc cung cấp chất lượng dịch vụ đảm bảo (theo yêu cầu của các ứng dụng tương tác thời gian thực) để cơ sở hạ tầng dựa trên đám mây, trong khuôn khổ của dự án IRMOS được Ủy ban châu Âu tài trợ, dẫn đến một môi trường đám mây thời gian thực. Vào giữa năm 2008, Gartner nhận thấy cơ hội cho điện toán đám mây "định hình mối quan hệ giữa người tiêu dùng dịch vụ CNTT, những người sử dụng dịch vụ CNTT và những người bán chúng" và nhận thấy rằng "các tổ chức đang chuyển từ tài sản phần cứng và phần mềm do công ty sở hữu sang các mô hình dựa trên dịch vụ cho mỗi lần sử dụng "để" dự kiến chuyển sang máy tính sẽ dẫn đến sự tăng trưởng mạnh mẽ trong các sản phẩm CNTT trong một số lĩnh vực và giảm đáng kể trong các lĩnh vực khác."
Vào năm 2011, RESERVOIR được thành lập ở Châu Âu để tạo ra các công nghệ mã nguồn mở, cho phép các nhà cung cấp đám mây xây dựng một đám mây tiên tiến với việc cân bằng khối lượng công việc, giảm chi phí và di chuyển khối lượng công việc qua các vị trí địa lý thông qua một liên đoàn các đám mây. Cũng trong năm 2011, IBM đã công bố khung Máy tính Thông minh hơn để hỗ trợ dự án Hành tinh Thông minh hơn. Trong số các thành phần khác nhau của nền tảng Điện toán Thông minh hơn, điện toán đám mây là một phần quan trọng.
Bây giờ, sự sẵn có phổ biến của mạng dung lượng cao, máy tính giá rẻ và thiết bị lưu trữ cũng như việc áp dụng rộng rãi ảo hóa phần cứng, kiến trúc hướng dịch vụ, tự trị, và tính tiện ích đã dẫn đến một sự phát triển to lớn trong điện toán đám mây. Thế giới ảo và các kiến trúc ngang hàng đã mở đường cho khái niệm IAN.
iAreaNet được thành lập vào năm 1999 bởi Giám đốc điều hành James DeCrescenzo với tư cách là một công ty có tên Internet Area Network, chuyên cung cấp dịch vụ lưu trữ dữ liệu ngoại vi và phòng chống thảm họa trước khi đám mây tồn tại ở dạng thương mại được triển khai rộng rãi. Nó đi tiên phong trong ý tưởng về IAN. Kể từ đó, nó đã tăng cường hoạt động và đầu tư đáng kể vào việc phát triển một cơ sở hạ tầng mạnh mẽ để cung cấp cho các doanh nghiệp một loạt các giải pháp công nghệ, bao gồm iAreaOffice đang chờ cấp bằng sáng chế, thương mại hóa khái niệm IAN bằng cách loại bỏ nhu cầu mạng LAN, WAN hoặc hệ thống điện thoại truyền thống để liên lạc kinh doanh.